# Germano Racchella
Germano Racchella (Bassano del Grappa, 13 maggio 1968) è un politico italiano.

## Biografia
È stato Sindaco del Comune di Cartigliano dal 2004 al 2014, dopo essere stato eletto consigliere comunale nel 1999, e dal 2019.
Alle elezioni politiche del 2018 è eletto deputato della Lega. È membro dal 2018 della VII Commissione cultura, scienza e istruzione.
Nella primavera del 2024 è tra i 21 dissidenti della Lega che scrivono al segretario Matteo Salvini chiedendogli di tornare al pragmatismo del vecchio partito, di non allearsi con gli estremisti Alternative für Deutschland e Marine Le Pen e di non candidare il generale Roberto Vannacci alle elezioni europee di giugno.